# Semantic Spaces
Semantic Spaces (с англ. Семантические пространства) — студийный альбом группы Delerium, изданный в 1994 году на лейбле Nettwerk.

## Об альбоме
Semantic Spaces отличается совершенно новым звучанием. Группа становится более узнаваемой в мире, в частности песня Flatlands становится одним из известнейших хитов Delerium. Альбом в жанре электронный эмбиент.

## Список композиций
1. «Flowers Become Screens» — 7:55
2. «Metaphor» — 7:47
3. «Resurrection» — 9:25
4. «Incantation» — 6:21
5. «Consensual Worlds» — 10:07
6. «Metamorphosis» — 8:26
7. «Flatlands» — 7:13
8. «Sensorium» — 12:05
9. «Gateway» — 8:05

Авторы всех композиций — Билл Либ (Bill Leeb) и Рис Фалбер (Rhys Fullber), женский вокал в Flowers Become Screens, Incantation, Flatlands — Кристи Тирск (Kristy Thirsk).